# Army of Lovers
Army of Lovers ist eine schwedische Popmusikgruppe.

## Bandgeschichte

### 1987–1989: Gründung und Beginn
Die Band wurde 1987 gegründet und war für ihre extravaganten Kostüme und ihre kontroversen Musikvideos bekannt. Sie ging aus der von Alexander Bard gegründeten Gruppe Barbie hervor, die Travestie mit elektronischer Popmusik verband und in der Stockholmer Schwulenszene bekannt war. Die Band benannte sich nach Rosa von Praunheims Film Armee der Liebenden – Aufstand der Perversen.
Bards erstes musikalisches Projekt war das bis heute mit Kultstatus behaftete Minimal-Project Baard. Die erste und bisher einzige Veröffentlichung Life in a Goldfish Bowl (7"-Single, 1982) war einer der ersten musikalischen Erträge des später Synthie-Pop genannten Genres und wurde 2002 erneut veröffentlicht.

### 1990–1992: Erfolge, Streitigkeiten und Umbesetzung
Nach dem im Frühjahr 1990 veröffentlichten ersten Album Disco Extravaganza (die US-Version erhielt einfach den Bandnamen als Albumtitel, ohne dass die Band damit einverstanden war) kam es zu einigen Streitigkeiten innerhalb der Band, die mit persönlichen Differenzen zu tun hatten.
Ende 1991, als sie mit den Singles Crucified und Obsession vom Album Massive Luxury Overdose europaweit große kommerzielle Erfolge feierten, zerstritten sich Bard und Barda mit La Camilla, die daraufhin aufgrund ihres angeblichen Alkoholismus entlassen wurde. La Camilla jedoch beteuerte, dass die Aufmerksamkeitskonzentration der Massenmedien auf ihre Person zu bandinterner Eifersucht geführt hätte. Es folgte eine verbale Auseinandersetzung über die Medien und La Camilla versuchte erfolglos, eine Solokarriere anzustreben. Stattdessen stieß Michaela Dornonville de la Cour zur Gruppe. Der Wechsel hatte unter anderem zur Folge, dass das Video zur Single Obsession Anfang 1992 noch einmal vollständig neu gedreht wurde. In der neuen Version, deren Storyboard und Optik fast komplett identisch mit dem Original waren, war die wasserstoffblonde de la Cour statt der schwarzhaarigen La Camilla zu sehen.

### 1993–1996: Zustoß von Dominika undLes Greatest Hits
Ab Frühjahr 1993 verstärkte zusätzlich Dominika Peczynski die Band und Army of Lovers versuchten, an den vorherigen Erfolg anzuknüpfen. Trotz guter Kritiken für ihr Album The Gods of Earth and Heaven blieben die Verkaufszahlen deutlich hinter dem Vorgänger zurück. Seither nahm ihr kommerzieller Erfolg beständig ab: das anschließende Album Glory, Glamour & Gold (1994) konnte lediglich mit der Single Lit de Parade kurze Aufmerksamkeit auf sich ziehen.
Im Frühjahr 1996 veröffentlichten sie mit Les Greatest Hits ihr erstes offizielles Best-of-Album. Zu diesem Zeitpunkt kehrte La Camilla zurück in die Band, dafür stieg Michaela de la Cour wegen musikalischer Differenzen wieder aus (ihre Vorstellung von „karitativer Musik“ wurde zwar von den anderen Mitgliedern begrüßt, aber als inkompatibel mit dem Projekt Army of Lovers angesehen). De la Cour versuchte sich anschließend als Solo-Künstlerin.

### 2001: Comebackversuch
2001 gab es eine Reunion, um zehn Jahre nach dem weltweiten Durchbruch einen Neuanfang zu starten. Hierfür sollte eine weitere Best-Of-CD und eine DVD produziert werden, auf welcher der Werdegang und die Höhen und Tiefen der Band chronologisch nachzuleben sein sollten. Allein Michaela Dornonville de la Cour verweigerte hierfür ihr Mitwirken. Während die CD unter dem Titel Le Grand Docu-Soap veröffentlicht wurde (auch als Doppelalbum, auf dem The Remix Opera-Soap die zweite CD bildete), blieb die ebenfalls angekündigte DVD unveröffentlicht, obwohl bereits einiges Material dafür vorhanden war. Die Single Let the Sunshine in hatte in ihrer Heimat Schweden noch einmal beachtlichen Erfolg, aber die Zeiten der großen Popularität waren eindeutig vorbei. Danach gingen die Mitglieder von Army of Lovers wieder getrennte Wege.
Alexander Bard produzierte daraufhin Bands wie Vacuum, Alcazar und Bodies Without Organs.

### 2005–2007: Weitere Reunion und Auftritte
2005 erfolgte eine neuerliche Wiedervereinigung für die DVD „Hurrah, Hurrah Apocalypse“. Diese wurde im Oktober des Jahres veröffentlicht und enthielt neben den Musikvideos der Gruppe (mit Ausnahme der Videos für die ersten drei Singles When the Night is cold, Love Me like a Loaded Gun und Baby’s Got a Neutron Bomb) auch Filmmaterial aus der „Le Grand Docu-Soap“-Zeit, sowie Clips vom „Videovaganza“-Video.
Am 21. Juli 2007 traten Army of Lovers, in der Formation aus Alexander Bard, Jean-Pierre Barda und Dominika Peczynski, überraschend im G-A-Y Club in London auf und spielten Crucified, um das neue Album Bodies without Organs zu präsentieren. In gleicher Besetzung fand am 15. Dezember 2007 ein Konzert in Moskau statt.

### Seit 2012: Reunion der Urbesetzung und weitere Platten
Am 26. November 2012 gaben Army of Lovers bekannt, dass sie in der ursprünglichen Gruppenformation, bestehend aus Alexander Bard, Jean-Pierre Barda und La Camilla, am Melodifestival, dem schwedischen Vorentscheid zum Eurovision Song Contest teilnehmen werden, um ihr neues Lied Rockin’ the Ride vorzustellen. Um eine erneute Trennung zu verhindern, begaben sich alle drei Bandmitglieder in eine Gruppentherapie. Beim Melodifestival erreichten sie den sechsten Platz und schieden für eine Teilnahme am Eurovision Song Contest aus. Die Single kam auf Platz 13 der iTunes-Charts in Schweden.
Nur wenige Tage danach veröffentlichte Alexander Bard einen Brief, in dem er die Trennung von La Camilla und die erneute Zusammenarbeit mit Dominika Peczynski bekannt gab. Im Anschluss kritisierten Alexander Bard und Dominika Peczynski öffentlich über Onlineportale wie Facebook La Camillas Leistung beim Melodifestival und gaben ihr die Schuld an der schlechten Platzierung. Von einigen schwedischen Zeitungen wurde dies als Mobbing bezeichnet. Das größte Fanportal The Army of Lovers Network gab daraufhin bekannt, seine Arbeit (etwa die Übersetzung von Interviews) einzustellen. La Camilla ihrerseits kommentierte das Zerwürfnis und die abermalige Trennung ebenso durch einen öffentlichen Brief.
Im März 2013 erschien mit Big Battle of Egos ein neues Best-of-Album, das vier neue Songs enthielt. Im Mai wurde Sign on My Tattoo, ein Duett mit Gravitonas, und im Juni die EP Scandinavian Crima veröffentlicht. Auf dieser sind alle vier neuen Lieder enthalten, die Textpassagen von La Camilla wurden gegen neue, gesungen von Dominika Peczynski, ausgetauscht.

## Diskografie
Studioalben

| Jahr | Titel                                         | Höchstplatzierung, Gesamtwochen, AuszeichnungChartplatzierungen (Jahr, Titel, Platzierungen, Wochen, Auszeichnungen, Anmerkungen) | Höchstplatzierung, Gesamtwochen, AuszeichnungChartplatzierungen (Jahr, Titel, Platzierungen, Wochen, Auszeichnungen, Anmerkungen) | Höchstplatzierung, Gesamtwochen, AuszeichnungChartplatzierungen (Jahr, Titel, Platzierungen, Wochen, Auszeichnungen, Anmerkungen) | Höchstplatzierung, Gesamtwochen, AuszeichnungChartplatzierungen (Jahr, Titel, Platzierungen, Wochen, Auszeichnungen, Anmerkungen) | Höchstplatzierung, Gesamtwochen, AuszeichnungChartplatzierungen (Jahr, Titel, Platzierungen, Wochen, Auszeichnungen, Anmerkungen) | Anmerkungen                                                         |
| Jahr | Titel                                         | DE | AT | CH | UK | SE | Anmerkungen                                                         |
| ---- | --------------------------------------------- | --- | --- | --- | --- | --- | ------------------------------------------------------------------- |
| 1990 | Disco Extravaganza (EU) / Army of Lovers (US) | — | — | — | — | SE49 (1 Wo.)SE | Erstveröffentlichung: März 1990 Executive Producer: Ola Håkansson   |
| 1991 | Massive Luxury Overdose                       | DE13 (22 Wo.)DE | AT7 Gold · (20 Wo.)AT | CH21 (12 Wo.)CH | — | SE9 (6 Wo.)SE | Erstveröffentlichung: August 1991 Executive Producer: Ola Håkansson |
| 1992 | Massive Luxury Overdose (U. S. Edition)       | — | — | — | — | — | Erstveröffentlichung: 1992                                          |
| 1993 | The Gods of Earth and Heaven                  | — | — | — | — | SE36 (2 Wo.)SE | Erstveröffentlichung: April 1993 Executive Producer: Ola Håkansson  |
| 1994 | Glory Glamour and Gold                        | — | — | — | — | — | Erstveröffentlichung: 1994                                          |